# Epicorsia catarinalis
Epicorsia catarinalis là một loài bướm đêm trong họ Crambidae.